# Franciscaines des Sacrés Cœurs d'Antequera
Ne doit pas être confondu avec Franciscaines des Sacrés Cœurs de Capoue.
Les franciscaines des Sacrés Cœurs (en latin : Congregationis Tertiariarum Franciscalium a Sacris Cordibus) sont une congrégation religieuse féminine enseignante et hospitalière de droit pontifical.

## Historique
Marie del Carmen González Ramos (1834-1899), devenue veuve, désire prendre soin des enfants sans instruction ou qui n'ont pas les moyens de se soigner ; avec l'aide du père Barnabé d'Astorga, religieux capucin, elle ouvre une école à Antequera en 1882 où se dévouent d'autres femmes.
Pour garantir l'avenir de l'œuvre, María del Carmen et le père Barnabé rédigent des constitutions religieuses basées sur la spiritualité franciscaine et la règle de saint François pour former une congrégation religieuse. Le 8 mai 1884, Carmen González et trois compagnes (Josefa Rabaneda, Ana Martínez et Francisca Lisaso) commencent à vivre ensemble dans le couvent de Notre-Dame de la Victoire d'Antequera formant la congrégation des sœurs tertiaires franciscaines des Sacrés Cœurs de Jésus et de Marie. 
La congrégation est approuvée le 10 juillet 1884 par Manuel Gómez Salazar, évêque de Málaga et le 17 septembre, les sœurs prennent le voile, Carmen prend le nom religieux de Carmen de l'Enfant Jésus. L'institut reçoit le décret de louange le 3 mai 1902 ; il est agrégé aux Frères mineurs capucins le 27 mars 1905. 

## Activités et diffusion
Les franciscaines des Sacrés Cœurs se vouent à l'éducation chrétienne des jeunes et à l'assistance des malades.
Elles sont présentes en : 
- Europe : Espagne.
- Amérique : République Dominicaine, Nicaragua, Porto Rico, Uruguay.

La maison-mère est à Antequera.
En 2017, la congrégation comptait 267 sœurs dans 30 maisons.